# Định lý sin

Một tam giác với các thành phần trong định lý sin

Trong lượng giác, định lý sin (hay định luật sin, công thức sin) là một phương trình biểu diễn mối quan hệ giữa chiều dài các cạnh của một tam giác bất kì với sin của các góc tương ứng và bán kính đường tròn ngoại tiếp. Định lý sin được biểu diễn dưới dạng
{\displaystyle {\frac {a}{\sin A}}\,=\,{\frac {b}{\sin B}}\,=\,{\frac {c}{\sin C}}\,=2R}.
trong đó a, b, c là chiều dài các cạnh, và A, B, C là các góc đối diện (xem hình vẽ). Phương trình cũng có thể được viết dưới dạng nghịch đảo:
{\displaystyle {\frac {\sin A}{a}}\,=\,{\frac {\sin B}{b}}\,=\,{\frac {\sin C}{c}}.\!}
Định lý sin có thể được dùng trong phép đạc tam giác để tìm hai cạnh còn lại của một tam giác khi biết một cạnh và hai góc bất kì, hoặc để tìm cạnh thứ ba khi biết hai cạnh và một góc không xen giữa hai cạnh đó. Trong một vài trường hợp, công thức cho ta hai giá trị khác nhau, dẫn đến hai khả năng khác nhau của một tam giác.
Định lý sin là một trong hai phương trình lượng giác thường được dùng để tìm cạnh và góc của một tam giác, ngoài định lý cos.

## Các ví dụ
Cho: cạnh a = 20, cạnh c = 24, góc C = 40°
Theo định lý sin ta có
{\displaystyle {\frac {\sin A}{20}}={\frac {\sin 40^{\circ }}{24}}.}
{\displaystyle A=\arcsin \left({\frac {20\sin 40^{\circ }}{24}}\right)\approx 32.39^{\circ }.}
Một ví dụ khác:
Nếu hai cạnh của một tam giác có chiều dài là R và chiều dài cạnh thứ ba, dây cung c, là 100, góc C đối diện với dây cung c thì:
{\displaystyle \angle A=\angle B={\frac {180^{\circ }-\angle C}{2}}=90-{\frac {\angle C}{2}}\!}
và
{\displaystyle {R \over \sin A}={{\mbox{c}} \over \sin C}{\text{ v }}{R \over \sin B}={{\mbox{c}} \over \sin C}\,\!}
{\displaystyle {{\mbox{c}}\,\sin A \over \sin C}=R{\text{ v }}{{\mbox{c}}\,\sin B \over \sin C}=R.\!}

## Vấn đề tính toán
Giống như định lý cos, mặc dù định lý sin đúng về mặt toán học, nhưng việc áp dụng có thể dẫn đến sai số lớn khi sin của một góc rất gần với 1.

## Vài ứng dụng
- Định lý sin có thể được dùng để chứng minh công thức sin của một tổng khi hai góc α và β nằm giữa 0 và 90 độ.

Để chứng minh, hạ đường cao từ góc C, chia góc C thành hai góc α cùng phía với góc A và β cùng phía với góc B. Dùng định lý sin đối với cạnh c và a để giải phương trình tìm sin C. Trong hai tam giác vuông mới vẽ được nhờ đường cao ta thấy sin(A) = cos(α), sin(B) = cos(β) và c = a sin(β) + b sin(α). Sau khi thế ta được sin(C) =sin(α + β) = sin(β)cos(α) + (b/a)sin(α)cos(α). Dùng định lý sin đối với cạnh b và a để giải phương trình tìm b. Thế vào phương trình của sin(α + β) và ta có điều phải chứng minh.
- Định lý sin cũng có thể được dùng để chứng minh định lý tang và công thức Mollweide (Dresden 2009, Plane Trigonometry trang 76–78).[cần dẫn nguồn]

## Trường hợp đặc biệt
Trong một vài trường hợp, khi áp dụng định lý sin, ta được hai giá trị khác nhau, dẫn đến khả năng dựng được hai tam giác khác nhau trong cùng một bài toán giải tam giác.
Điều kiện để tam giác ABC rơi vào trường hợp này là:
- Chỉ biết cạnh ‘’a’’, ‘’b’’ và góc A.
- Góc A nhọn (A < 90°).
- Cạnh a bé hơn cạnh b (a < b).
- Cạnh ‘’a’’ dài hơn đường cao của tam giác vuông có góc ‘’A’’ và cạnh huyền ‘’b’’ (a > b sin A).

Trong trường hợp đó, góc ‘’B’’ có thể nhọn hoặc tù, do đó:
{\displaystyle B=\arcsin {b\sin A \over a}\!}
hoặc
{\displaystyle B=180^{\circ }-\arcsin {b\sin A \over a}}

## Liên quan với đường tròn ngoại tiếp
Trong công thức
{\displaystyle {\frac {a}{\sin A}}\,=\,{\frac {b}{\sin B}}\,=\,{\frac {c}{\sin C}},\!}
giá trị của mỗi phân số chính là đường kính của đường tròn ngoại tiếp tam giác đó. Người ta cũng chứng minh được rằng giá trị trên bằng
{\displaystyle {\begin{aligned}{\frac {abc}{2S}}&{}={\frac {abc}{2{\sqrt {s(s-a)(s-b)(s-c)}}}}\\[6pt]&{}={\frac {2abc}{\sqrt {(a^{2}+b^{2}+c^{2})^{2}-2(a^{4}+b^{4}+c^{4})}}},\end{aligned}}}
trong đó S là diện tích của tam giác và s là nửa chu vi của nó.
{\displaystyle s={\frac {a+b+c}{2}}.}
Công thức thứ hai có sử dụng đến công thức Heron.

## Các dạng khác
Từ hình vẽ bên, ta nhận thấy: 
{\displaystyle \sin A={\frac {h}{b}}{\text{ and }}\sin B={\frac {h}{a}}.}
Do đó 
{\displaystyle h=b\sin A=a\sin B\,}
và 
{\displaystyle {\frac {a}{\sin A}}={\frac {b}{\sin B}}.}
Làm tương tự, ta có:
{\displaystyle {\frac {b}{\sin B}}={\frac {c}{\sin C}}.}
Diện tích tam giác {\displaystyle S} được tính bởi công thức 
{\displaystyle S={\frac {1}{2}}bc\sin A={\frac {1}{2}}ac\sin B={\frac {1}{2}}ab\sin C\,.}
Nhân hai vế với {\displaystyle 2/abc} ta được 
{\displaystyle {\frac {2S}{abc}}={\frac {\sin A}{a}}={\frac {\sin B}{b}}={\frac {\sin C}{c}}\,.}

## Định lý sin trong tứ diện

Một tứ diện với các đỉnh O, A, B, C và các góc ∠OAB, ∠OBC, ∠OCA, ∠OAC, ∠OCB, ∠OBA.

Một hệ quả của định lý sin là: trong tứ diện OABC ta có
{\displaystyle {\begin{aligned}&{}\quad \sin \angle OAB\cdot \sin \angle OBC\cdot \sin \angle OCA\\&=\sin \angle OAC\cdot \sin \angle OCB\cdot \sin \angle OBA.\end{aligned}}}